# Таніни

Формула танінів

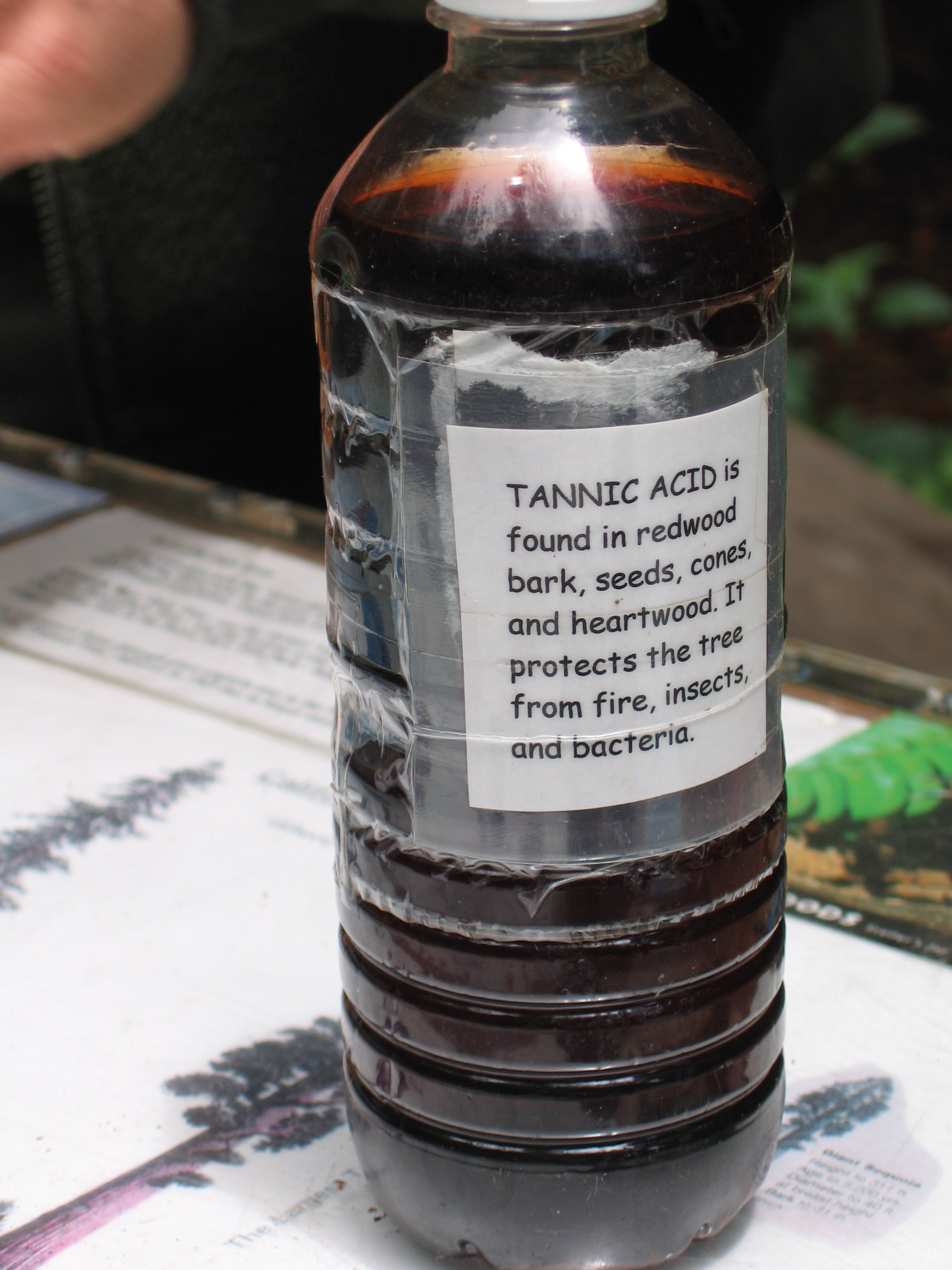
Пляшка танінової кислоти (C_{76}H_{52}O_{46})

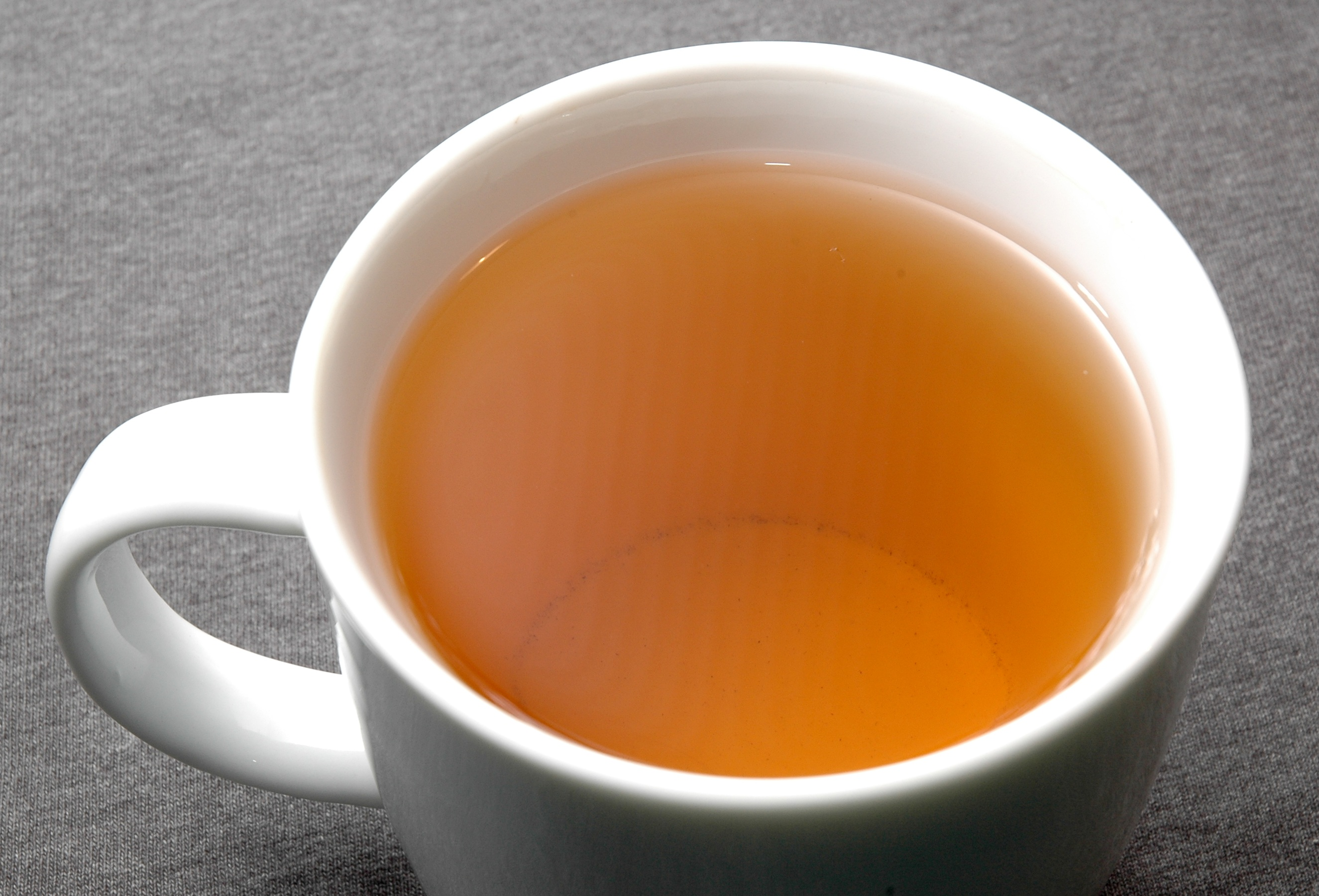
Чашка чаю

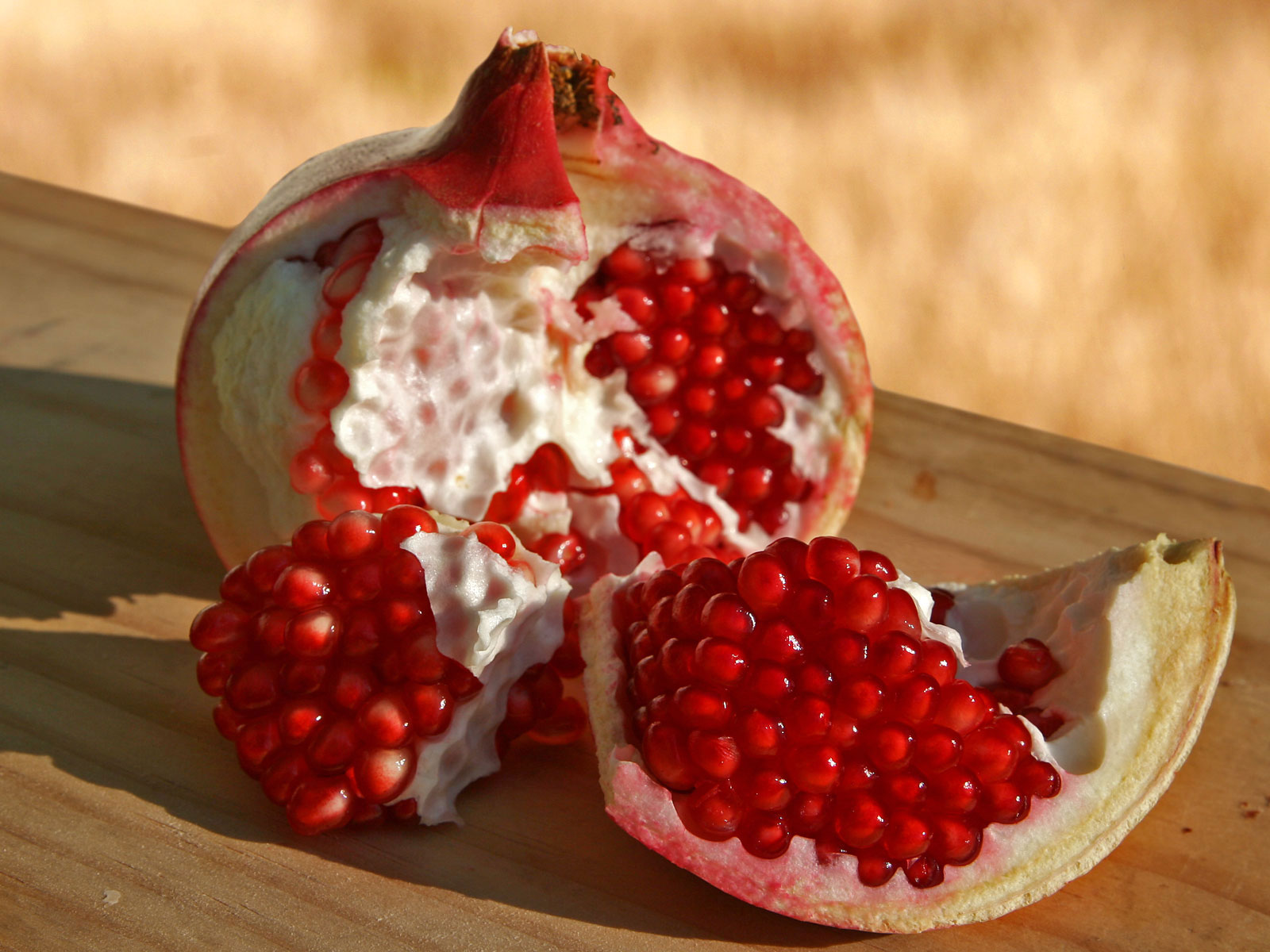
Гранат багатий на танін (Дубильні речовини)

Тані́ни або тані́ди — група фенольних сполук рослинного походження, що містять велике число гідроксильних груп (-OH). Молярна маса 500—3 000 г/моль. 
| Структурні елементи: | Галова кислота | Флороглюцінол  | Flavan-3-ols (підгрупа Флавоноїди) |
| Класи танідів:       | Гідролізні     | Флоротаніни    | Конденсовані                       |
| Джерела:             | Рослини        | Бурі водорості | Рослини/Серцевина дерева           |

## Властивості
Таніни мають дубильні властивості та характерний в'язкий смак. Дубильна дія заснована на їхній властивості утворювати міцні сполуки з білками, полісахаридами та іншими біополімерами.

## Харчовий барвник
Харчовий барвник танін зареєстрований як харчовий додаток під номером Е181. Натуральний світло-жовтий барвник добувають з кори акації, каштану та інших багатих на таніни дерев.